# 1993 ve filmu

## České filmy
- Helimadoe (režie: Jaromil Jireš)
- Jedna kočka za druhou (režie: František Filip)
- Kačenka a strašidla (režie: Jindřich Polák)
- Kačenka a zase ta strašidla (režie: Jindřich Polák)
- Konec básníků v Čechách (režie: Dušan Klein)
- Krvavý román (režie: Jaroslav Brabec)
- Nesmrtelná teta (režie: Zdeněk Zelenka)
- Sedmero krkavců (režie: Ludvík Ráža)
- Svatba upírů (režie: Jaroslav Soukup)
- Šakalí léta (režie: Jan Hřebejk)
- Záhada hlavolamu (režie: Petr Kotek)
- Zámek v Čechách (režie: Martin Hollý)

## Zahraniční filmy
- Cliffhanger (režie: Renny Harlin)
- Jason Goes to Hell: The Final Friday (režie: Adam Marcus)
- Jurský park (režie: Steven Spielberg)
- Mrs. Doubtfire – Táta v sukni (režie: Chris Columbus)
- Na Hromnice o den více (režie: Harold Ramis)
- Philadelphia (režie: Jonathan Demme)
- Piano (režie: Jane Campion)
- Proces (režie: David Jones)
- Případ Pelikán (režie: Alan Pakula)
- Samotář v Seattlu (režie: Nora Ephronová)
- Schindlerův seznam (režie: Steven Spielberg)
- Tajemná vražda na Manhattanu (režie: Woody Allen)
- Uprchlík (režie: Andrew Davis)
- Zrození lásky (režie: Philippe Garrel)
- Žhavé výstřely 2 (režie: Jim Abrahams)